# لایوش ساتمارانو
لایوش ساتمارانو (همچنین Ludovic Sătmăreanu، به مجاری: Szatmári Lajos; ۲۱ فوریهٔ ۱۹۴۴ – ۳۰ ژوئن ۲۰۲۵) بازیکن و مربی فوتبال اهل رومانی بود. همچنین با نام لودویک ساتمارانو (به مجاری: Szatmári Lajos) شناخته می‌شود، که در پست مدافع راست بازی می‌کرد. او برای تیم‌های المپیک و ملی رومانی و همچنین باشگاه‌های مختلف رومانیایی بازی کرد و یک عنوان قهرمانی لیگ دسته اول فوتبال رومانی A و پنج جام حذفی رومانی را به دست آورد. بعدها در باشگاه‌های مختلف، جوانان و حرفه‌ای مربیگری یا مدیریت کرد.

## سوابق باشگاهی
از جمله باشگاه‌هایی که وی در آن‌ها بازی کرده است، می‌توان به باشگاه فوتبال استوا بخارست اشاره کرد.
وی همچنین در تیم ملی فوتبال رومانی، سابقهٔ حضور داشته است.

## مرگ
ساتمارانو، در ۳۰ ژوئن ۲۰۲۵، در سن ۸۱ سالگی درگذشت.